# Bewuchsmerkmal

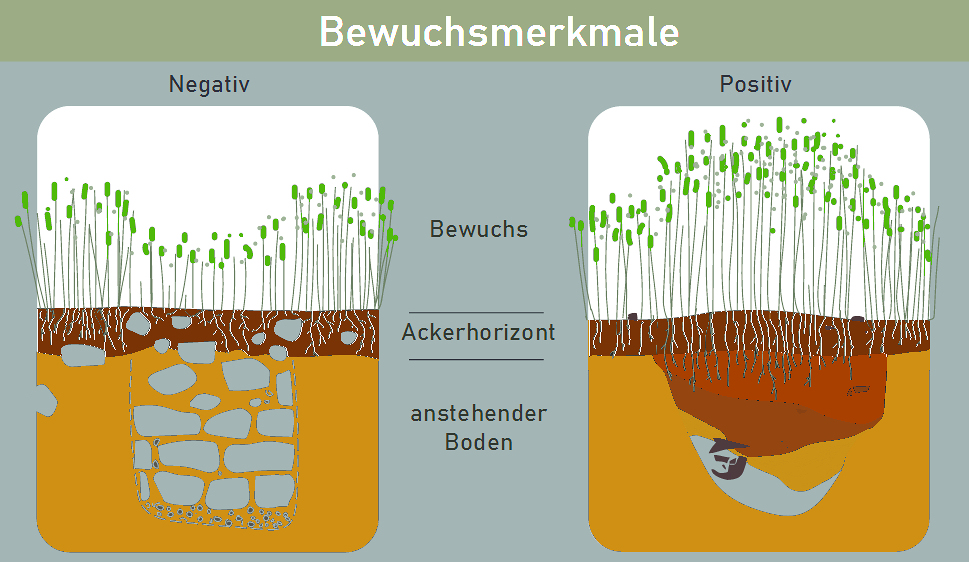
Schemazeichnung eines negativen Bewuchsmerkmals über einer Mauer (links) und eines positiven Bewuchsmerkmals über einer Grube (rechts)

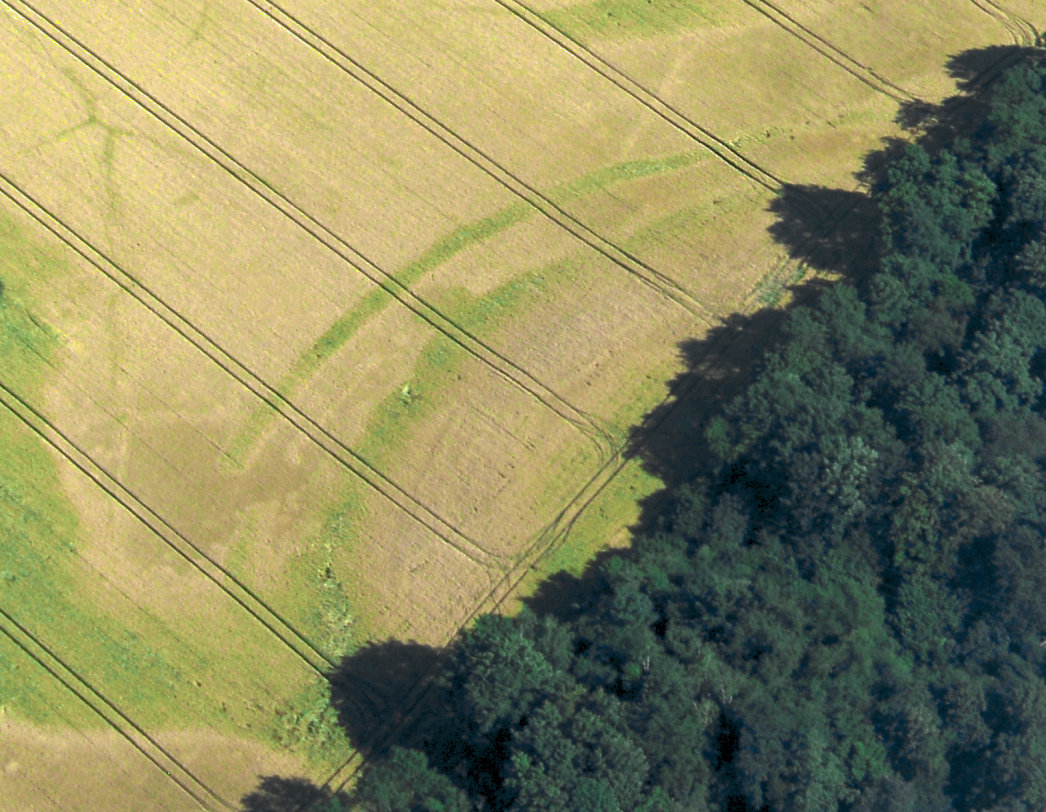
Grüne Bewuchsmerkmale von zwei Wehrgräben der Schwedenschanze Isingerode

Bewuchsmerkmal (englisch cropmark) ist ein Fachbegriff der Archäologie, welcher den unterschiedlichen Wuchs und Reifegrad von Pflanzen (meist Getreide) über im Boden verborgenen archäologischen Befunden bezeichnet. Das Bewuchsmerkmal dient zur Prospektion archäologischer Fundstätten. Hierunter versteht man eine zerstörungsfreie Erkundung von Fundstätten, welche bereits bekannt sind oder durch die Prospektion neu entdeckt werden. Diese Methode wird in neuerer Zeit vor allem in der Luftbildarchäologie genutzt.

## Entstehung des Bewuchsmerkmals

### Feuchtigkeitsdifferenzen
Ein Bewuchsmerkmal wird durch Feuchtigkeitsdifferenzen ausgelöst, welche sich in den kritischen Perioden des Wachstumszyklus auf den Wuchs der Pflanze auswirken. Vor allem Getreide, hier vorrangig die Gerste (aber auch Hafer, Weizen und Roggen), reagiert sehr sensibel auf Veränderungen im Unterboden. Andere Pflanzen wie Gras oder Kartoffeln sind hingegen sehr unempfindlich. Aus diesem Grund sind vor allem Bewuchsmerkmale in Getreidefeldern bekannt.
Entscheidend für eine gute Herausbildung der Bewuchsmerkmale ist der vorhandene Feuchtigkeitskontrast. Allgemein sehr feuchte oder wasserundurchlässige Böden (beispielsweise Lehmböden) bilden kaum sichtbare Bewuchsmerkmale. Bei sehr trockenen oder wasserdurchlässigen Böden (beispielsweise sand- und kreidehaltige Böden) kann der Effekt jedoch drastisch sein. 
Wichtig für die Sichtbarkeit des verborgenen Bodendenkmals ist der Pflanzabstand. Getreide wird sehr eng gepflanzt und weist damit eine hohe Punktdichte auf (vergleichbar mit der Bildauflösung eines Scanners oder der Körnung einer Fotografie). Mais wird in so großen Pflanzabstand angelegt, dass er schon aus diesem Grund als Anzeiger für Bewuchsmerkmale ausscheidet.
Trockene Sommer erweisen sich für die Beobachtung der Bewuchsmerkmale als vorteilhaft. 

### Positives Bewuchsmerkmal

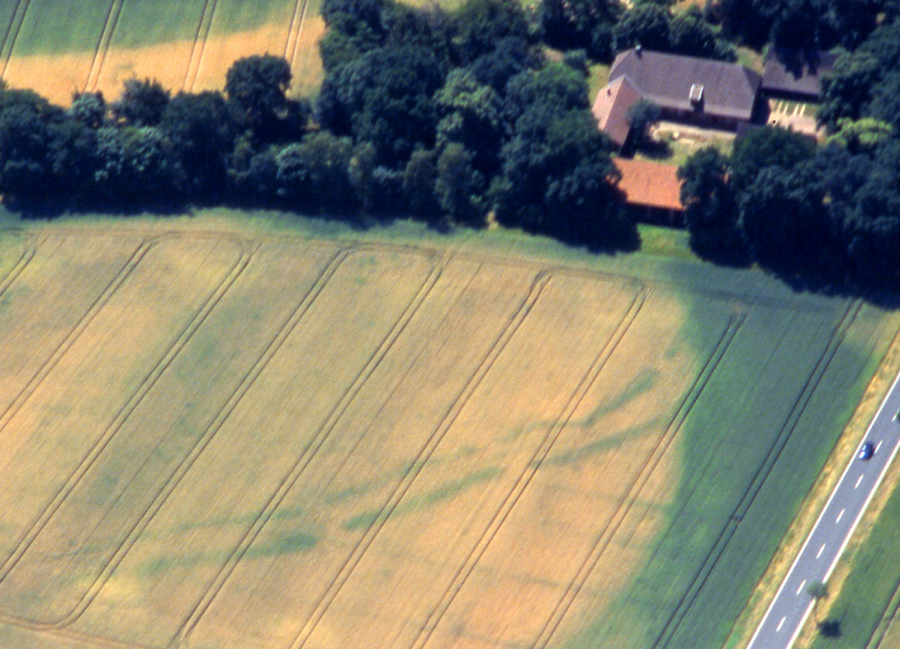
Positive Bewuchsmerkmale im Getreidefeld als dunkelgrüne Verfärbung des früheren Doppelgrabens des Erdwerks von Müsleringen

Ein positives Bewuchsmerkmal kann über Vertiefungen wie Gräben, Pfostengruben, Vorratsgruben, Abfallgruben etc. beobachtet werden. Diese allmählich mit organischem Material verfüllten Stellen führen zu einem besseren und feuchteren Nährboden. Die Pflanze kann ein kräftigeres Wurzelwerk ausbilden. Dies hat einen höheren Wuchs sowie eine spätere Reifung mit längerer, kräftigerer Grünfärbung zur Folge.

### Negatives Bewuchsmerkmal
Ein negatives Bewuchsmerkmal kann über verborgenen Mauerfundamenten oder Fußböden auftreten. Wegen des unterirdischen Hindernisses gelangen die Wurzeln nicht zur tieferen Feuchte. Die geringere Mächtigkeit des Nährbodens führt zum leichteren Austrocknen der Pflanzen. Die Entwicklung des Wurzelwerkes wird erheblich beeinträchtigt. Es ist ein niedrigerer Wuchs und eine vorzeitige Reife mit Gelbfärbung zu beobachten. Durch Schlagschatten werden negative Bewuchsmerkmale oft noch markanter nachgezeichnet.

## Nutzung der Bewuchsmerkmale
Bereits 1586 entdeckte der englische Altertumsforscher William Camden Bewuchsmerkmale in einem Kornfeld und interpretierte sie als archäologische Fundstätten. Bewuchsmerkmale zählen somit seit den Anfängen der Altertumsforschung zu den archäologischen Prospektionsmethoden, also zur Lokalisierung und Dokumentation von archäologischen Fundstätten – ohne Grabung.
Meist lässt sich erst aus der Vogelperspektive ein Gesamteindruck gewinnen, welcher eine Interpretation des Merkmals zulässt. Aus diesem Grund werden Bewuchsmerkmale heute im Allgemeinen durch die Luftbildarchäologie entdeckt, dokumentiert und beobachtet. Für eine gute Dokumentation eines Bewuchsmerkmales ist es nötig, dieses sowohl zu verschiedenen Jahreszeiten, als auch über mehrere Jahre hinweg zu beobachten.

## Weitere Methoden der botanischen Prospektion
Zu den Methoden der botanischen Prospektion gehört neben den Bewuchsmerkmalen auch die Kartierung der Vegetation. Dieses Verfahren dient zur Lokalisierung von Wüstungen (abgegangenen Siedlungen) und macht sich den Umstand zu Nutze, dass sich verwilderte Arznei-, Garten- und Kulturpflanzen über lange Zeit erhalten und somit als Anzeiger für ehemalige Siedlungsplätze dienen können.